# 信毎メディアガーデン
信毎メディアガーデン(しんまいメディアガーデン)は、長野県松本市に所在し、信濃毎日新聞（信毎）の松本本社を中核としてショップゾーン、コミュニティーゾーンで構成された複合施設である。

## 概要
かつて松本市宮田に所在していた信濃毎日新聞の松本本社を移転新築する際、新社屋にコミュニティーゾーンとショップゾーンを併設し、市民・観光客に開かれた建物として開発した複合施設である。
飲食店やカフェ、雑貨店の他、衣料品系として県内2店舗目となるアウトドア用品専門店A&Fカントリーと、県内4店舗目となるTHE NORTH FACEがテナントで入居している。
信毎メディアガーデンのショップゾーンは、当施設から交差点を挟んで目の前に立地する松本PARCOの経営企業、株式会社パルコがコンサルティングを行い、株式会社パルコスペースシステムズと共に内装監理を行なっている。また、グラフィックデザインは株式会社10の柿木原政広、家具デザインは株式会社藤森泰司アトリエの藤森泰司、商業ゾーンプロデュースはmethodの山田遊、コミュニティデザインはstudio-Lの山崎亮が行なっている。
建物全体の設計は下諏訪町出身の世界的な建築家の伊東豊雄（伊東豊雄建築設計事務所）によって設計された。
2018年4月～2021年5月の4年間、アルピコ交通の路線バス03468号車に当施設と信濃毎日新聞の全面ラッピング広告が施工され松本市内の路線で運用が行われた。

## フロア構成

### 1階
- MARKT
- まちなか情報局
- ホール（約200㎡）
- スクエア（屋外広場）
- 丸山珈琲 松本コーヒースタンド

### 2階
- MARKT＋
- POMGE
- A&Fカントリー 松本店
- THE NORTH FACE 松本店

### 3階
- レストロリン
- キッチン（約65㎡）
- スタジオ（約90㎡）
- 松本ブルワリータップルーム 本町店
- 和ダイニング くらすわ（養命酒製造運営）

### 4階
- 信濃毎日新聞松本本社MGプレス編集室
- NHK松本支局（2024年6月24日に旧支局から移転）[1]

### 5階
- 信濃毎日新聞松本本社

## コミュニティスペースについて
当施設では、屋外にスクエア（広場）、1階にホール、3階にはスタジオとキッチンが、コミュニティスペースとして設置されている。
屋外広場のスクエアは本町通り・伊勢町通りに面しており、祭り舞台や屋台、イベントの会場として利用することを想定している。1階のホールは5mを超える天井高、約200㎡の広さがあり講演・展示・演奏会など様々な催しを行うことが可能である。3階のスタジオは一面鏡張りで、通路とはガラスで区切られた防音仕様の多目的スペースであり、更衣室も完備している。また、3階のキッチンは県内在住の料理研究家、横山タカ子が監修し、16席の座席・机も設置されコワーキングスペースとしても利用できる。

### 企画について
当施設の企画プロデューサーとして、演出家・俳優の串田和美が就任し、施設が持つ情報発信機能を主として、「地域が元気になり、発想が豊かになるような、地域と共存しあう施設」を目指し企画に参画していく。